# Asplenium pacificum
Asplenium pacificum är en svartbräkenväxtart som beskrevs av Holtt. Asplenium pacificum ingår i släktet Asplenium och familjen Aspleniaceae. Inga underarter finns listade.